# 莎车加满清真寺
莎车加满清真寺也称加曼、贾玛、加米清真寺（維吾爾語：جامە مەسچىتى‎），是中华人民共和国新疆维吾尔自治区喀什地区莎车县历史最悠久且面积最大的清真寺。莎车加满清真寺是中华人民共和国第七批全国重点文物保护单位。

## 历史与保护
莎车加满清真寺是莎车县境内历史最为悠久的清真寺。不过关于莎车加满清真寺修建日期记载并不统一，其中最早的说法为莎车加满清真寺修建于1409年。也有言清真寺修建于叶尔羌汗国首任汗萨亦德初期（16世纪初期）。亦有速檀阿黑麻时期（1632年-1636年）修建的说法。同时有言于阿不都拉哈汗时期（1638年-1669年）时期修建。加满清真寺的名称是在阿不都拉哈汗时期扩建（或修建）时正式命名。此时清真寺修建有顶，使用面积超过1750平方米。
1734年加满清真寺经历过一次大规模的修缮工程。1870年，阿古柏入侵南疆时占领叶尔羌，此时对该清真寺进行扩建。民国七年（1918年），阿瓦提乡的艾力阿訇组织重新修建清真寺的大门和台阶。新疆和平解放后，加满清真寺在1956年得以再次修缮。20世纪80年代，莎车县人民政府拨款对加满清真寺进行大修，此次大修还对清真寺建筑表面所绘制的花草等图案进行装饰，并对外观进行粉刷。1990年，第二次全国文物普查时，调查人员对清真寺进行调查登记。同年12月9日，新疆维吾尔自治区人民政府将莎车加满清真寺列入第三批新疆维吾尔自治区文物保护单位中。2013年，中华人民共和国国务院又将莎车加满清真寺列为第七批全国重点文物保护单位。2021年，新疆维吾尔自治区文化和旅游厅下拨的自治区文物保护专项资金中覆盖了实施莎车加满清真寺修缮工程。

## 建筑信息

### 位置和布局
莎车加满清真寺位于中华人民共和国新疆维吾尔自治区喀什地区莎车县莎车镇加米阿勒迪路上。除了历史悠久，莎车加满清真寺也是莎车县境内面积最大的清真寺。莎车加满清真寺占地面积11,760平方米，是结合伊斯兰风格和传统维吾尔风格并融入中原建筑特色的建筑。相比于其他院落重重的清真寺，莎车加满清真寺布局较为简单明洁，清真寺主要可分为内外两部分，其前部分为讲经堂，后部则是清真寺礼拜殿，中间隔有木栅栏和红砖墙。除了讲经堂和礼拜殿，清真寺还包括宣礼门楼、沐浴室、净池等建筑。清真寺平面纵长，布局比较对称，但并没有明显的中轴划分。

### 建筑
莎车加满清真寺门楼位于偏离中轴线台地上，是中间高约两层的组合建筑，正面有半穹顶门廊（大龛），背面有拱券三间，与新疆其他清真寺不同的是莎车加满清真寺的大龛有一个阳台。正面两侧为对称的宣礼塔。讲经堂由超过40间小屋构成，分排在两侧。讲经堂和门楼将庭院包围，庭院中间有水池，院内种有柳树、杨树等。
后院的礼拜殿前有开阔的空间，并铺有方砖。礼拜殿建于平台之上，是面阔十五开间，进深五间的土木结构建筑。礼拜殿可分为内殿和外殿，内殿是立柱殿堂，外殿是敞廊。礼拜殿屋顶为平顶，拥有复杂的顶棚及藻井结构，被架高的顶棚建造有若干个套斗式藻井，每个套斗底由圈梁围成，并有木柱支撑，套斗顶部留有小正方形，绘有藻井图案。内殿开有门及侧窗，后墙壁中央有圣龛。外殿三面为壁，殿前有诵经台。礼拜殿由136根木柱支撑，内殿的木柱柱身细长，且涂有颜色，其柱头和柱裙造型简练。外殿的木柱柱身为多边形，柱裙不高，柱头以钟乳拱龛逐层下收。礼拜殿建筑屋檐没有使用到檐托，采用的是大弧度曲线檐板。
莎车加满清真寺有的房间由石膏刷白，有的有丰富的色彩装饰，除了维吾尔族常用的蓝色、绿色外，也有中原地区偏爱的红色。装饰图案则包括佛教常见的莲花等吉祥图案。在木雕花窗棂的设计借鉴了中原文化的“福”字和絡子（中国结）图案。